# Polysyndeton
Das Polysyndeton (Plural Polysyndeta; von altgriechisch πολύς polys, deutsch ‚viel‘, σύνδετος syndetos, deutsch ‚zusammengebunden‘) ist eine rhetorische Figur aus der Gruppe der Wortverbindungen.
Das Gegenteil hierzu ist das Asyndeton als ‚Unverbundenes‘. Beim Polysyndeton – dem „Vielverbundenen“ – handelt es sich um eine gehäufte Setzung von Verbindungspartikeln zwischen koordinierten Satzteilen, d. h., es wird durch mehrmalige ungewöhnliche Wiederholung derselben Konjunktion eine Verbindung zwischen Wort- und Satzreihen vorgenommen. Wirkung: Betonung eines Satzes oder Sachverhaltes durch die Hemmung des Redefortschrittes.
In der Literatur ist es insbesondere Ernest Hemingway, der für den häufigen Gebrauch des Polysyndeton bekannt war. Es gehörte zum Markenzeichen seiner Prosa.

## Beispiele
- Einigkeit und Recht und Freiheit (deutsche Nationalhymne)
- Da nahm Josua, und ganz Israel mit ihm, Achan, den Sohn Serachs, und das Silber und den Mantel und die goldene Stange, und seine Söhne und seine Töchter, und seine Rinder und seine Esel und sein Kleinvieh, und sein Zelt und alles, was er hatte, und sie brachten sie hinauf in das Tal Achor. (Josua, Jos 7,24 EU)
- Und es wallet und siedet und brauset und zischt. (Friedrich Schiller: Der Taucher)
- Und es wuchert und wachset und wölfet und würgt. (Basil Frei: Teutoburger Ha/ein)
- Und jede nimmt und gibt zugleich und strömt und ruht. (Conrad Ferdinand Meyer: Der römische Brunnen)
- Er hat uns geäfft und gefoppt und genarrt. (Heinrich Heine: Die schlesischen Weber)